# 文德赫高地
72°19′S 1°28′E / 72.317°S 1.467°E
文德赫高地（德語：Vendehø），是南極洲的高地，位於毛德皇后地的瑪塔公主海岸，屬於斯維爾德魯普山脈的一部分，由德國探險隊拍攝空中照片，現時由南極條約體系管理。